# Пьяна (коммуна)
Пьяна (фр. и корс. Piana) — коммуна во Франции, на Корсике. Входит в состав кантона Севи-Сорру-Чинарка округа Аяччо, департамент Южная Корсика. Включена в список «Самых красивых деревень Франции». Находящиеся поблизости порфировые скалистые бухты «каланки» в составе природного заповедника полуострова Скандола с 1983 года включены в список Всемирного наследия ЮНЕСКО. Чистые воды залива, скалистые островки и недоступные для человека прибрежные пещеры отличаются большим природным разнообразием.
Код INSEE коммуны — 2A212.

## Население
Население коммуны на 2008 год составляло 444 человека.
| 1962 | 1968 | 1975 | 1982 | 1990 | 1999 | 2008 |
| ---- | ---- | ---- | ---- | ---- | ---- | ---- |
| 499  | 517  | 513  | 511  | 500  | 428  | 444  |

## Экономика
В 2007 году среди 238 человек в трудоспособном возрасте (15—64 лет) 167 были экономически активными, 71 — неактивными (показатель активности — 70,2 %, в 1999 году было 61,9 %). Из 167 активных работали 138 человек (92 мужчины и 46 женщин), безработных было 29 (9 мужчин и 20 женщин). Среди 71 неактивных 10 человек были учениками или студентами, 25 — пенсионерами, 36 были неактивными по другим причинам.

## Достопримечательности

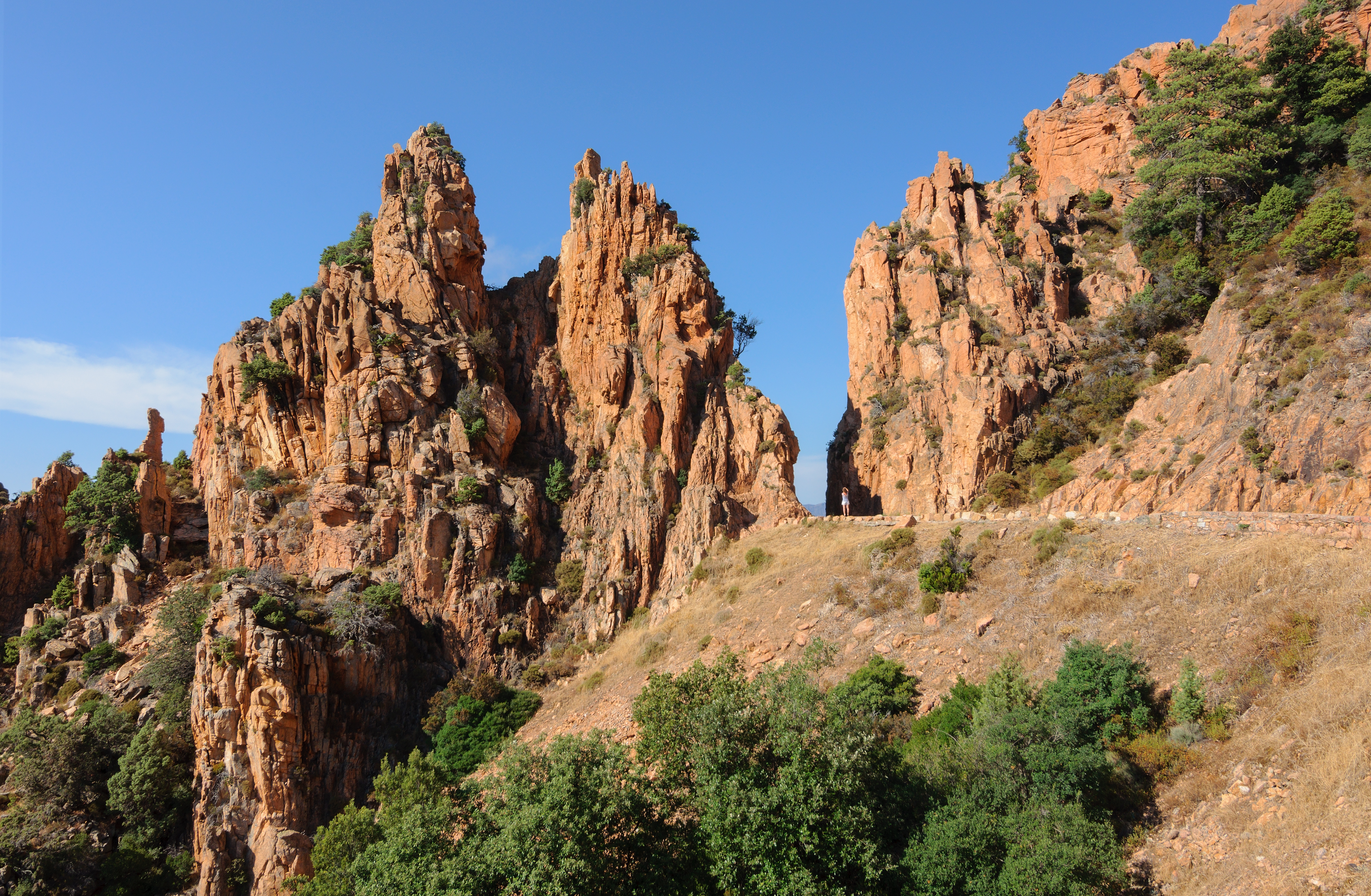
Каланки Пьяны
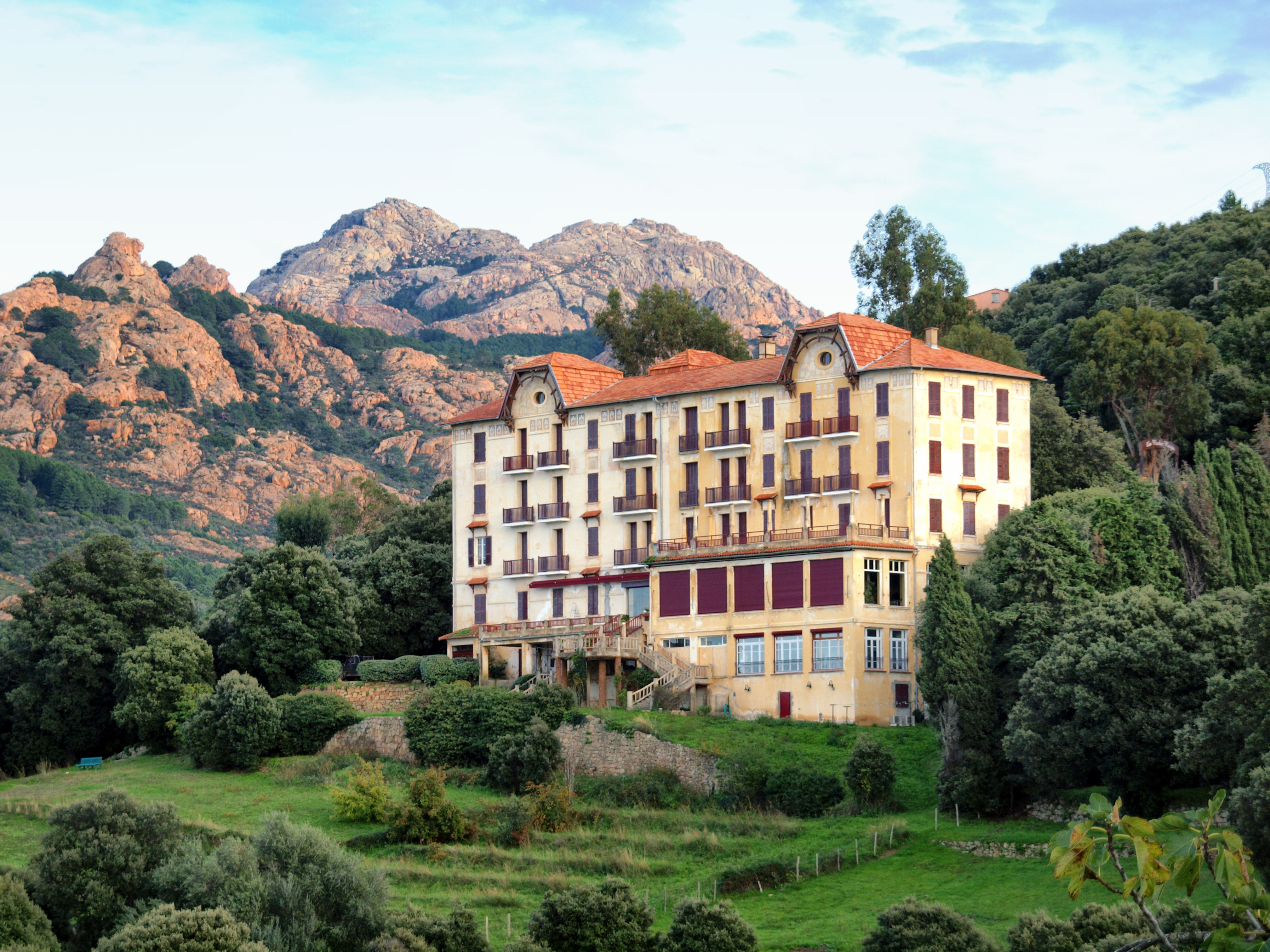
Отель «Рош-Руж»
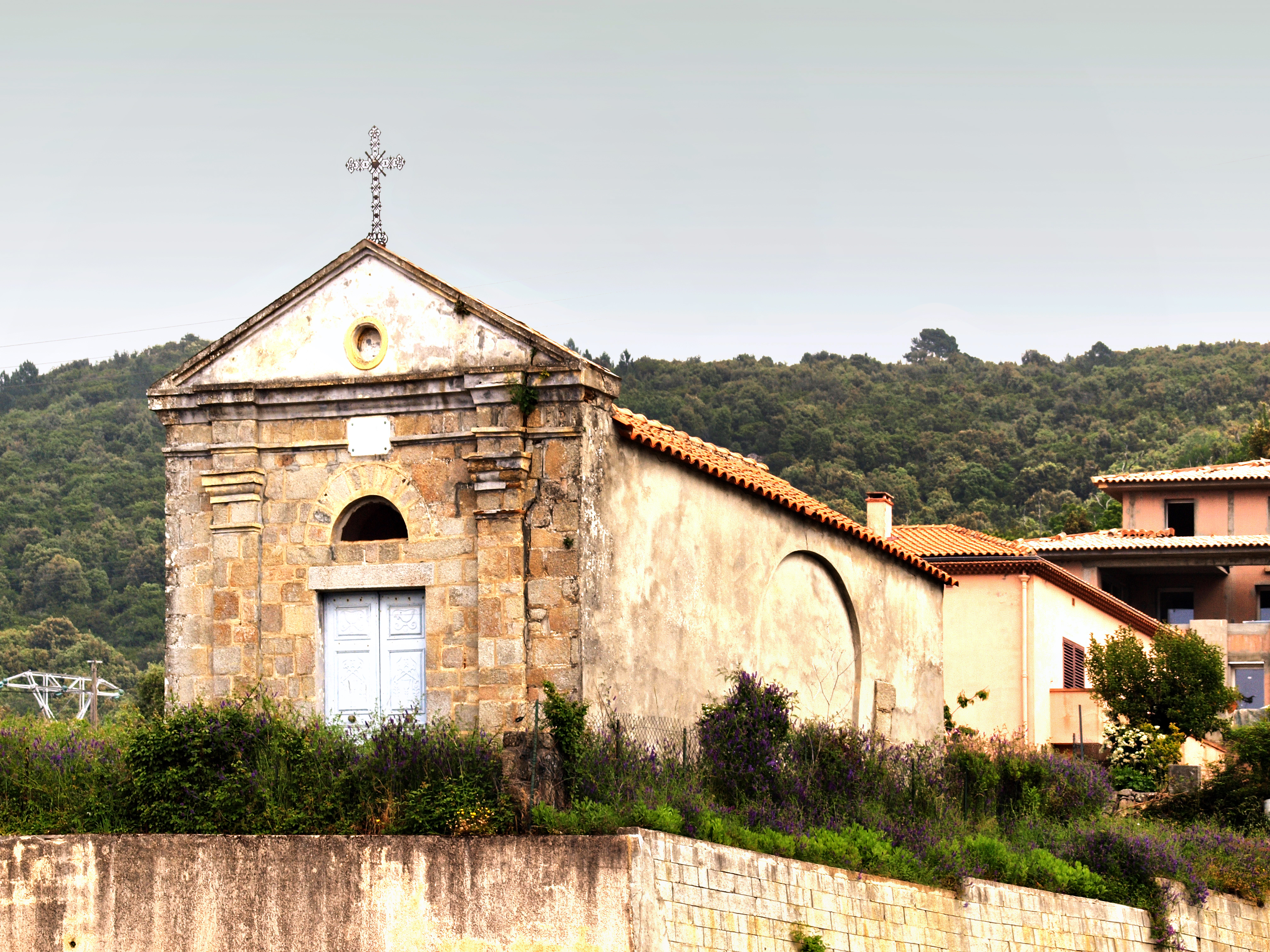
Храм Петра и Павла
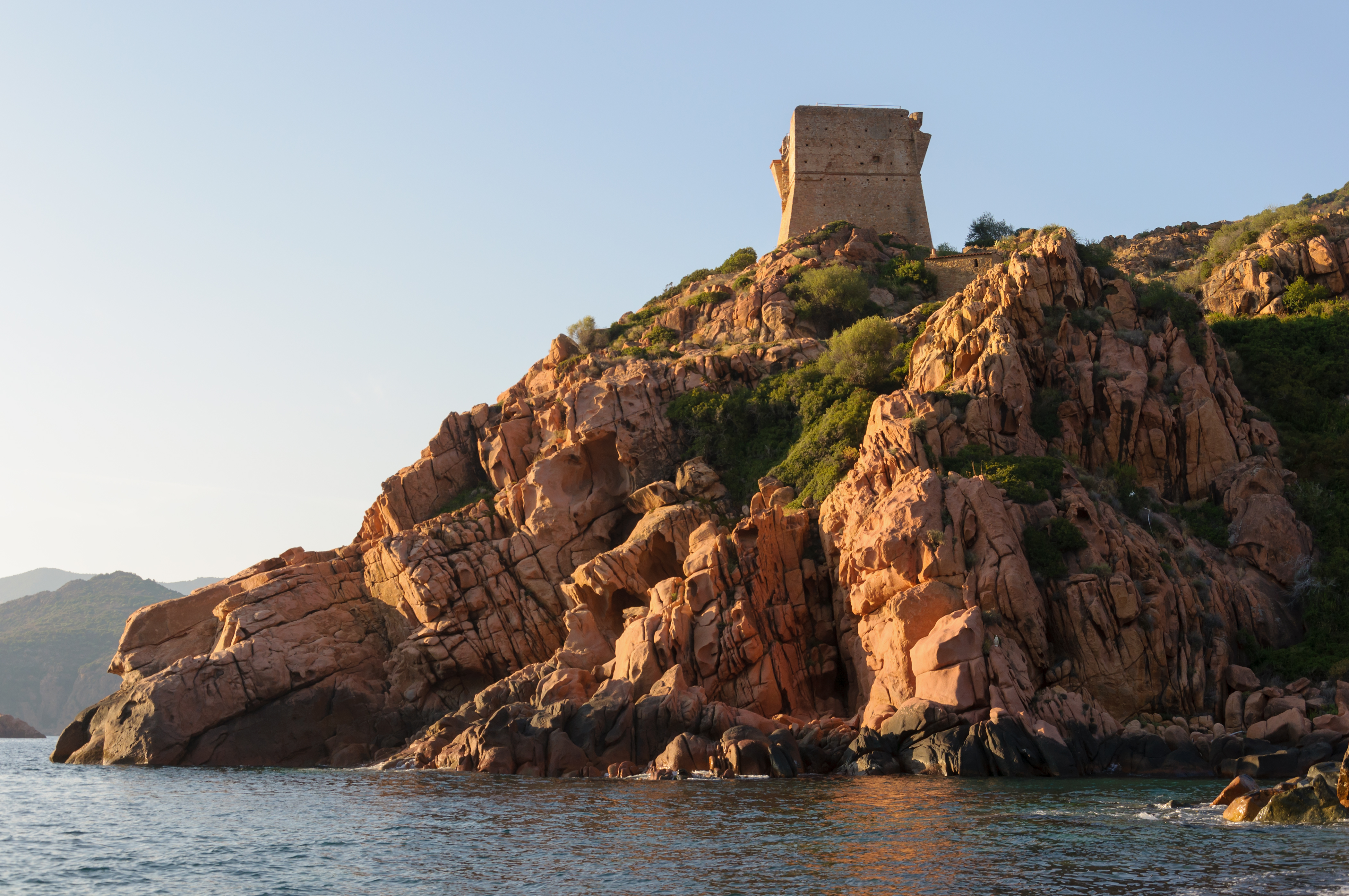
Генуэзская башня